# Ekaltadeta
Ekaltadeta es un género extinto de marsupiales diprotodontos relacionados con los canguros rata almizclado.
Los fósiles recuperados consisten en dos cráneos casi completos y varias mandíbulas y maxilares. 
Se cree que era un carnívoro, ya que su dentadura parece adaptada para agarrar y destazar carne; los incisivos inferiores alargados en forma de daga posiblemente le servían para matar de forma análoga a los colmillos de otros mamíferos depredadores, mientras los premolares plagiaulacoides le permitían picar carne, sin embargo, estos también se encuentran en omnívoros y herbívoros, por lo que también pudo ser un generalista como los jabalíes y mapaches, consumiendo carne de forma ocasional. El hecho de que el cóndilo de la mandíbula inferior en E. ima esté muy por encima del plano oclusal de los molares sugiere que no era netamente carnívoro, mientras que en los vertebrados terrestres carnívoros o insectívoros, la articulación temporomandibular está aproximadamente a la misma altura que este plano.